# Anthony Mamo
Sir Anthony Joseph Mamo (Birkirkara, Málta, 1909. január 9. – Mosta, Málta, 2008. május 1.) jogász, politikus, Málta első köztársasági elnöke. A Brit Birodalom Rendje tiszti osztályának birtokosa (OBE). 

## Tanulmányai
A Máltai Királyi Egyetem (Royal University of Malta) jogi karán végezte tanulmányait, ahol 1931-ben szerzett diplomát, majd három évvel később doktorált. Tanulmányai során kétszer volt ösztöndíjas.

## Közigazgatási és bírói pályafutása
Egy évi ügyvédkedés után, 1935-ben lépett be a máltai közigazgatásba. 1936 októberében kinevezték a hatályos máltai jogot átdolgozó bizottság tagjává, ahol a bizottság 1942-es megszűnéséig dolgozott. A második világháború alatt a menekültügyi, ill. a jótékonysági szolgálatban vett részt.
1942-ben kinevezték koronaügyésszé a legfőbb ügyészi hivatalba. Egy évvel később meghívták a Máltai Egyetem jogi karára, ahol büntetőjogot oktatott. Professzorként távozott az egyetemről 1957-ben. Ebben az időszakban az egyetemi tanács tagja és prokancellár is. 1947-ben, a máltai alkotmány hatályba lépése után önálló igazgatási jogköröket kapott, a kormány jogi főtanácsadója lett. Feladata elsősorban a gyarmatosító brit kormánnyal való tárgyalásokon történő tanácsadás volt.
1955-ben kinevezték Málta legfőbb ügyészévé (Attorney General). Két évre rá megválasztották a Máltai Legfelsőbb Bíróság, ill. a Fellebbezési Bíróság elnökévé.
Málta függetlenségének kikiáltása (1964. szeptember 21.) után megválasztották a máltai Alkotmánybíróság első elnökévé, emellett 1967-ben az újonnan felállított büntetőügyi fellebbezési bíróság elnökévé is.

## Politikai pályafutása
1962-ben pár napra, a Legfelsőbb Bíróság elnökeként, megbízott főkormányzó (Governor-General) volt. 1971-ben, első máltaiként, átvehette II. Erzsébet brit királynőtől a főkormányzói megbízatást.
Amikor Málta 1974-ben kikiáltották a köztársaságot, megválasztották az ország első köztársasági elnökévé, mely posztot 1976-ig viselt.
Aden Abdullah Osman Daar volt szomáliai elnök halála (2007. június 8.) után a világ legidősebb még élő exállamfője volt.

## Elismerések
- A Brit Birodalom Rendje
- lovaggá ütés (Knight Bachelor)
- a Máltai Egyetem díszdoktora
- a Máltai lovagrend lovagja[1]